# Syrticola flandricus
Syrticola flandricus is een eenoogkreeftjessoort uit de familie van de Leptopontiidae. De wetenschappelijke naam van de soort is voor het eerst geldig gepubliceerd in 1982 door Willems & Claeys.